# Anthology 1
Anthology 1 is een verzamelalbum van The Beatles dat is uitgebracht in 1995. Anthology 1 is het eerste in een reeks van drie verzamelalbums waarop nooit eerder uitgebrachte versies van Beatlesnummers te vinden zijn. De release in november 1995 ging gepaard met het uitzenden van een driedelige televisieserie - The Beatles Anthology. Deze eerste dubbel-cd bevat een aantal onbekende Beatlesnummers, alternatieve versies van liedjes en live-optredens uit de periode 1958-1964. Daarnaast bevat Anthology 1 een 'nieuw' nummer, Free as a Bird.

## Nummers
Alle nummers zijn geschreven door Lennon-McCartney, tenzij anders aangegeven.

### Disc 1
1. "Free as a Bird" (Lennon, met bijdragen van McCartney, Harrison, Starr)
2. "We were four guys ... that's all" (John Lennon in gesprek met Jann Wenner)
3. "That'll Be the Day", als The Quarrymen [Mono] (Allison-Holly-Petty)
4. "In Spite of All the Danger", als The Quarrymen [Mono] (Paul McCartney en George Harrison)
5. "Sometimes I'd borrow ... those still exist (Paul McCartney in gesprek met Mark Lewisohn)
6. "Hallelujah, I Love Her So" [Mono] (Charles)
7. "You'll Be Mine" [Mono] (Paul McCartney en John Lennon)
8. "Cayenne" [Mono] (Paul McCartney)
9. "First of all ... it didn't do a thing here" (Paul McCartney in gesprek met Malcom Threadgill)
10. "My Bonnie" (traditional, gearrangeerd door Tony Sheridan)
11. "Ain't She Sweet" (Ager-Yellen)
12. "Cry for a Shadow" (Harrison-Lennon)
13. "Brian was a beautiful guy ... he presented us well" (John Lennon in gesprek met David Wigg)
14. "I secured them ... a Beatle drink even then" (Brian Epstein leest voor uit A Cellarful of Noise)
15. "Searchin'" [Mono] (Leiber-Stoller) (Decca auditie)
16. "Three Cool Cats" [Mono] (Leiber-Stoller) (Decca auditie)
17. "The Sheik of Araby" [Mono] (Smith-Wheeler-Snyder) (Decca auditie)
18. "Like Dreamers Do" [Mono] (Paul McCartney) (Decca auditie)
19. "Hello Little Girl" [Mono] (John Lennon) (Decca auditie)
20. "Well, the recording test ... by my artists" (Brian Epstein leest voor uit A Cellarful of Noise)
21. "Bésame Mucho" [Mono] (Velázquez-Skylar)
22. "Love Me Do" [Mono]
23. "How Do You Do It?" [Mono] (Murray)
24. "Please Please Me" [Mono]
25. "One After 909" (Sequence) [Mono]
26. "One After 909" (Complete) [Mono]
27. "Lend Me Your Comb" [Mono] (Twomey-Wise-Weisman)
28. "I'll Get You" (Live at the London Palladium) [Mono]
29. "We were performers ... in Britain" (John Lennon in gesprek met Jann Wenner)
30. "I Saw Her Standing There" (Live in Stockholm) [Mono]
31. "From Me to You" (Live in Stockholm) [Mono]
32. "Money (That's What I Want)" (Live in Stockholm) [Mono] (Gordy Jr.-Bradford)
33. "You Really Got a Hold on Me" (Live in Stockholm) [Mono] (Robinson)
34. "Roll Over Beethoven" (Live in Stockholm) [Mono] (Berry)

### Disc 2
1. "She Loves You" (Live at the Royal Variety Show) [Mono]
2. "Till There Was You" (Live at the Royal Variety Show) [Mono] (Meredith Willson)
3. "Twist and Shout" (Live at the Royal Variety Show) [Mono] (Russell-Medley)
4. "This Boy" (Live on The Morecambe and Wise Show) [Mono]
5. "I Want to Hold Your Hand" (Live on The Morecambe and Wise Show) [Mono]
6. "Boys, what I was thinking ..." (Eric Morecambe and Ernie Wise speaking to The Beatles)
7. "Moonlight Bay" (Live on The Morecambe and Wise Show) [Mono] (Madden-Wenrich)
8. "Can't Buy Me Love" (Takes 1 & 2)
9. "All My Loving" (Live on The Ed Sullivan Show) [Mono]
10. "You Can't Do That" (Take 6)
11. "And I Love Her" (Take 2)
12. "A Hard Day's Night" (Take 1)
13. "I Wanna Be Your Man"
14. "Long Tall Sally" (Johnson-Penniman-Blackwell)
15. "Boys" (Dixon-Farrell)
16. "Shout" (Isley-Isley-Isley)
17. "I'll Be Back" (Take 2)
18. "I'll Be Back" (Take 3)
19. "You Know What to Do" (Demo) (Harrison)
20. "No Reply" (Demo)
21. "Mr. Moonlight" (Takes 1 & 4) (Johnson)
22. "Leave My Kitten Alone" (Take 5) (John-Turner-McDougal)
23. "No Reply" (Take 2)
24. "Eight Days a Week" (Takes 1, 2 & 4)
25. "Eight Days a Week" (Take 5)
26. "Kansas City/Hey-Hey-Hey-Hey!" (Take 2) (Leiber-Stoller/Penniman)